# Bourbon Whiskey

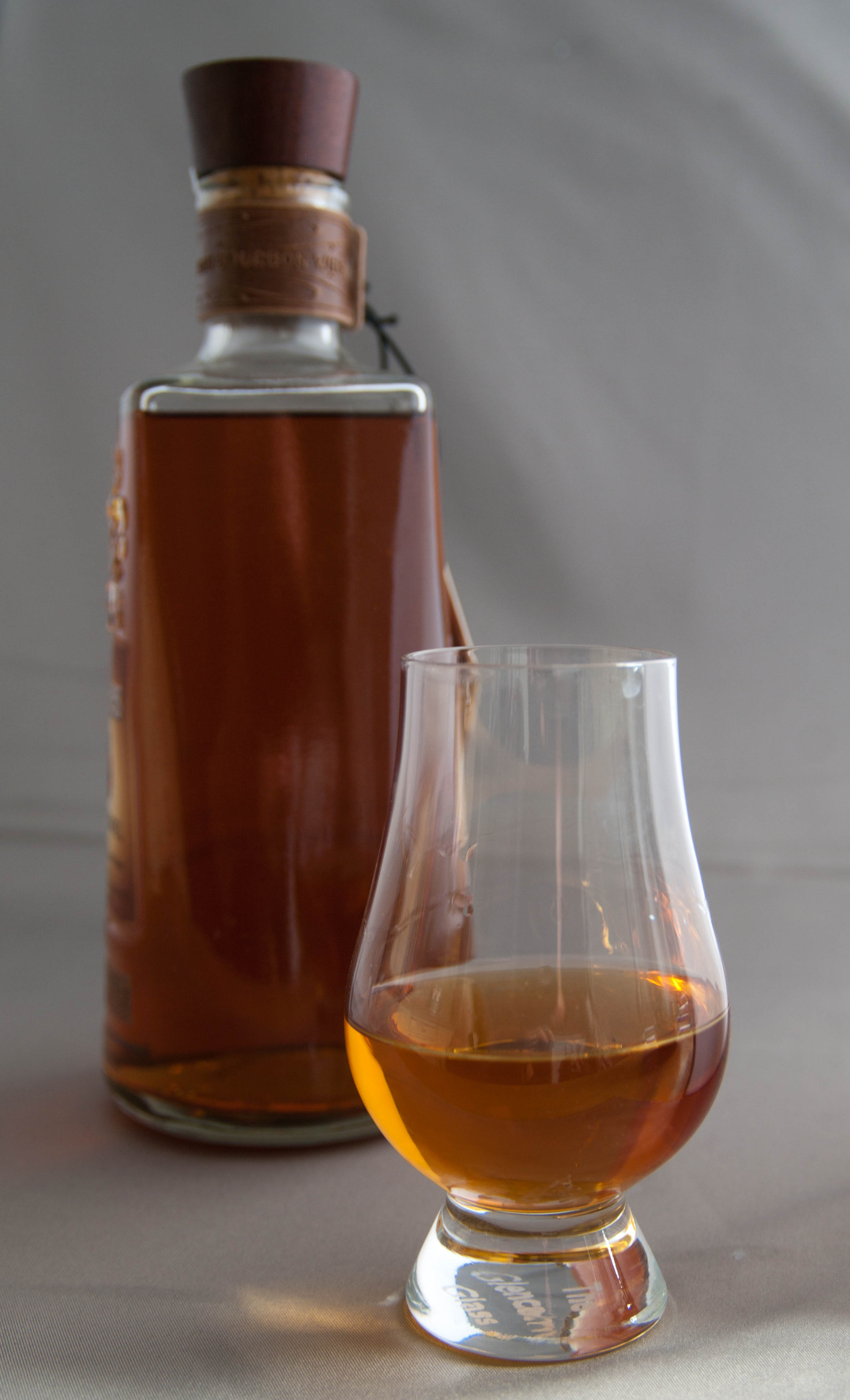
Bourbon Whiskey

Bourbon Whiskey, kurz Bourbon, ist eine ursprünglich nur in Kentucky gebrannte Variante des amerikanischen Whiskeys. Er wird als Destillat einer Getreidemischung mit mindestens 51 % Mais hergestellt, daneben sind meistens Roggen oder Gerste enthalten. Weitere Vorgaben sind der Alkoholgehalt, der bei der Herstellung 80 % nicht übersteigen und zu Beginn der Reife nicht mehr als 62,5 % betragen darf, und die Lagerung in neuen angekohlten Eichenfässern. Bourbon Whiskey kann aus den gesamten USA kommen, tatsächlich aber liegen bis auf eine alle großen Bourbon-Destillerien in Kentucky oder Tennessee.
Ein Tennessee Whiskey ist ein Bourbon Whiskey, für den seit 2013 weitergehende gesetzliche Anforderungen gelten. Er unterliegt denselben Anforderungen wie Bourbon Whiskey. Zusätzlich muss der Whiskey im US-Bundesstaat Tennessee hergestellt worden sein und den sogenannten Lincoln County Process – eine Filtration durch Holzkohle – durchlaufen haben. Das bedeutet, dass jeder Tennessee Whiskey auch ein Bourbon ist, aber nicht jeder Bourbon auch ein Tennessee Whiskey. Der meistverkaufte Whiskey der USA, Jack Daniel’s, ist ein Tennessee Whiskey.

## Bezeichnung

### Varianten und Angaben auf dem Label

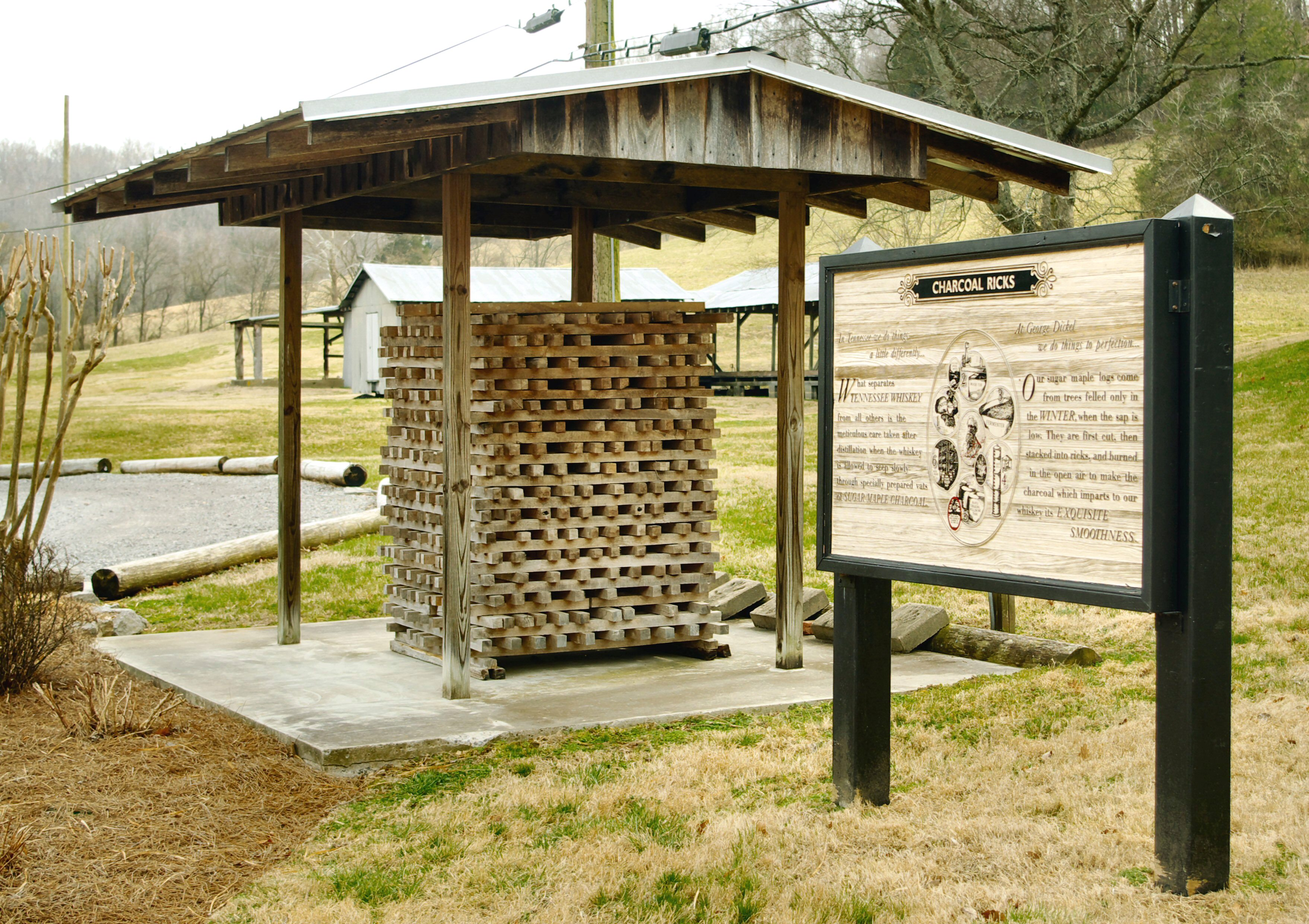
Holzstapel, der zu Holzkohle weiterverarbeitet als Filter für den Lincoln County Process dient

Die Bezeichnung als Bourbon wird durch die US-Gesetzgebung bestimmt. Der Code of Federal Regulations, Title 27, Section 5.22, 1964 gibt die Rahmenbedingungen vor, die einen Whiskey zum Bourbon machen, ebenso wie er bestimmte Angaben auf dem Label wie Straight, Bonded etc. regelt. Diverse internationale Handelsabkommen schützen die Bezeichnung fast weltweit, das heißt außerhalb der USA darf kein Bourbon Whiskey hergestellt und als solcher verkauft werden.:S. 605 Überwacht wird die Herstellung amerikanischen Whiskeys, und damit auch von Bourbon von der Food and Drug Administration und verschiedenen Herstellerverbänden wie der American Distillers Association und der Kentucky Distillers Association. Die Bestimmungen über die Bezeichnungen und Klassifikationen unterliegen dem amerikanischen Bureau of Alcohol, Tobacco, Firearms and Explosives.
- Bourbon – muss in den USA gebrannt sein, die zugrundeliegende Maische muss mindestens 51 % Mais enthalten. Meist liegt der Mais-Anteil in der Mash Bill (Maische) deutlich höher: üblich sind zwischen 65 % und 75 % Mais. Grundsätzlich gilt: je höher der Mais-Anteil, umso süßer der Bourbon.[5] Der Alkoholgehalt darf beim Brand nicht mehr als 80 Volumen-% betragen und zu Beginn der Lagerung nicht mehr als 62,5 %.[6]
- Straight Bourbon – muss mindestens zwei Jahre in neuen Fässern aus amerikanischer Eiche gelagert werden. Bis zu einer Lagerzeit von vier Jahren muss die Lagerdauer auf dem Etikett angegeben werden.
- Kentucky Straight Bourbon – muss im US-Bundesstaat Kentucky gebrannt und mindestens ein Jahr dort gereift werden.
- Bonded Bourbon – ein Whiskey einer einzigen Brennerei aus einem einzigen Jahrgang, der für mindestens vier Jahre in speziellen Lagerhäusern gelagert wird. Diese werden von der US-Regierung überwacht und heißen im Amerikanischen Bonded Warehouses.[4]
- Tennessee Whiskey – muss alle Anforderungen eines Bourbons erfüllen. Zusätzlich muss er im US-Bundesstaat Tennessee hergestellt worden sein und den Lincoln County Process durchlaufen haben. Diese Technik wurde um 1820 im Lincoln County in Tennessee entwickelt.[7] Vermutlich geht die Technik auf Alfred Eaton aus der Cave Springs Distillery (heute Jack Daniel’s) zurück. Die Filtration mit Holzkohle selbst wurde bereits vorher genutzt, um Trinkwasser von Verunreinigungen zu säubern.[2]
- Single Barrel – Whiskey aus einem einzigen Fass. Der Begriff ist gesetzlich nicht definiert.
- Small Batch – Dt. kleine Menge Whiskey aus einer ausgewählten kleinen Menge besonders gut zur Reife geeigneter Fässer in einem Lagerhaus bei größeren Betrieben oder die gesamte Produktion bei kleineren Destillerien. Der Begriff ist gesetzlich nicht definiert.
- White Dog/Legal Moonshine/Mash Whiskey/New Make gebrannter klarer Whiskey, der nur wenige Wochen oder Monate gereift wurde. Insbesondere bei Mikrodestillerien beliebt; darf in Europa nicht als Whiskey verkauft werden.

### Herkunft der Bezeichnung Bourbon
Traditionell wird davon ausgegangen, dass der Bourbon nach dem historischen Bourbon County, einem ursprünglich kleinen Bezirk, der heute 34 Countys im Nordosten des US-Bundesstaats Kentucky umfasst, benannt ist, wo der erste Bourbon-Whiskey hergestellt worden sein soll (später wurde dort jedoch gar kein Bourbon mehr produziert). Benannt wurde das Bourbon County wiederum nach dem französischen Königsgeschlecht Bourbon, als Anerkennung für dessen Unterstützung im Amerikanischen Unabhängigkeitskrieg gegen die Briten.
Der Historiker Michael Veach von der Filson Historical Society in Louisville, Kentucky geht allerdings davon aus, dass die Ursprungsgeschichte erst nachträglich erfunden wurde. Während es Labels mit „Bourbon Whiskey“ bereits seit den 1850er Jahren gab, tauchte diese Entstehungsgeschichte erst in den 1870ern auf. Veach vermutet, dass der Whiskey nach der Bourbon Street in New Orleans benannt ist. Dort wurde der Whiskey aus Kentucky einer größeren Käuferschicht bekannt, die versuchte, „Whiskey wie in der Bourbon Street“ auch an anderen Orten zu bekommen.

## Herstellung

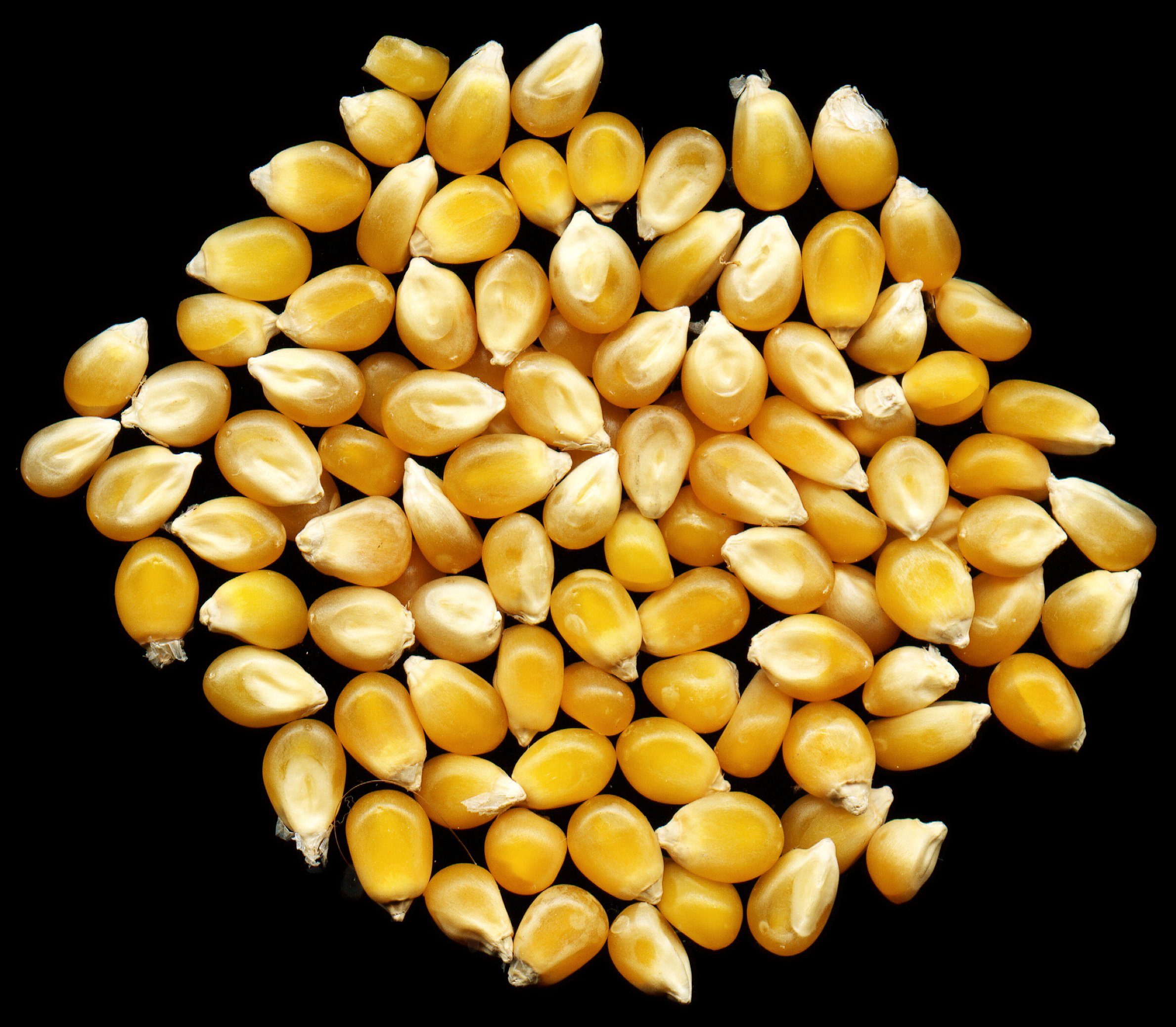
Hauptbestandteil der Bourbon-Maische: Mais

Gesetzlich vorgeschrieben bei der Bourbonherstellung ist ein Maisanteil in der Maische von mindestens 51 %. In der Praxis liegt dieser meist deutlich höher. Dazu kommen Gerste und entweder Roggen oder Weizen. Gebrannt wird der Whiskey meist mit einem Alkoholgehalt von um die 70 %, am Beginn der Lagerung hat er etwa 60 %. Es ist keine Mindestlagerzeit vorgeschrieben. Um als Straight Bourbon verkauft zu werden, sind mindestens zwei Jahre Lagerzeit notwendig. Bis zu einer Lagerzeit von vier Jahren muss zudem die Dauer der Lagerung auf der Flasche angegeben werden. Oft wird er deutlich mehr als die vorgeschriebenen zwei Jahre gereift, Reifezeiten von 10 Jahren oder mehr sind weit verbreitet.

### Fermentation
Der Mais wird bis zu einer bestimmten Korngröße gemahlen, dann mit frischem Wasser aus Kalkstein der Gegend gemischt und gekocht. Nachdem die Mischung auf etwa 65 Grad Celsius abgekühlt wurde, werden gemahlener Roggen oder Weizen und gemahlene Gerste hinzugegeben, um wichtige Enzyme für die Hydrolyse der Stärke in verwertbare Zucker hinzuzugeben. Destillerien in den USA sind die einzigen, die bereits an dieser Stelle im Prozess die Getreide miteinander vermischen. Schottische und andere Whiskeyhersteller destillieren jedes Getreide einzeln und mischen erst das Destillat. Die meisten großen Destillerien ersetzen Malz teilweise durch eine Amylase-Enzym-Mischung. Zu diesem Zeitpunkt wird ebenfalls saure Maische aus Resten vorheriger Destillationen hinzugefügt, die den pH-Wert der Mischung deutlich herabsetzen und so Hefe und Milchsäurebakterien gute Lebensbedingungen bieten. Nachdem die Mischung auf 21 Grad Celsius heruntergekühlt wurde, wird entweder frische Backhefe oder solche aus einer früheren Destillation hinzugefügt, um die Gärung zu starten und den Zucker in Alkohol umzuwandeln. Die Gärung dauert einige Tage, bevor das gegorene Produkt, genannt Beer, zur Destille gebracht wird, wo der Whiskey auf etwa 70 % Volumenalkohol gebrannt wird.

### Destillation

Schemazeichnung einer Coffey Still. (1) Beer (2) Dampf (3) Flüssigkeit aus dem Beer (4) Low Wine (5) Flüssigkeit aus dem Low Wine (6) White Dog (7) Kondensator

In der industriellen Herstellung erfolgt der Brennvorgang mittlerweile im Patentbrennverfahren in Coffey Stills, das heißt, das gegorene Beer wird von oben in die Brennblase eingeleitet und trifft auf von unten zugeführten Dampf, der den Alkohol aus dem Beer löst und mitnimmt. Das Gemisch, der sogenannte Low Wine wird in den Doubler geleitet, der im Prinzip wie eine Pot Still funktioniert und den Low Wine zum White Dog mit etwa 65 % bis 72 % Volumenalkohol brennt. Dabei wird permanent neue Maische zugeführt, und der Brenner läuft ununterbrochen. Einige kleinere Premium-Hersteller setzen aber weiter auf das Pot-Still-Verfahren, bei dem die Brennblase nach jedem Brennvorgang gereinigt und neu befüllt wird. Premium-Whiskeys durchlaufen dabei drei Destillationsvorgänge, die meisten anderen nur zwei. Das Destillat, der sogenannte New Make, wird dann mit Wasser auf etwa 60 % Alkohol verdünnt, bevor er in neuen Eichenfässern bis zur Reife gelagert wird.
Die Dominanz von Kentucky und Tennessee in der Bourbon-Herstellung beruht vor allem auf historischen Gründen. Vor der Prohibition war die Bourbon-Produktion weiter verbreitet. Kentucky hat starke Temperaturunterschiede begründet, die für ein stärkeres Aroma in der Reifephase sorgen. Zudem hat Kentucky und einige Counties in Tennessee viele Quellen mit Wasser direkt aus Kalkstein. Das Wasser hat einen hohen pH-Wert, der die Gärung unterstützt. Gleichzeitig ist es reich an Mineralien wie Kalzium und arm an Eisen, das dem Alkohol einen unangenehmen Geschmack verleihen würde. Die Inner Bluegrass Region, in der das Zentrum der Bourbon-Herstellung liegt, ist geprägt von Kalkstein aus dem Ordovizium, die Outer Bluegrass Region, die sich ringförmig daran anschließt, von Kalkstein aus dem Silur.

### Lagerung

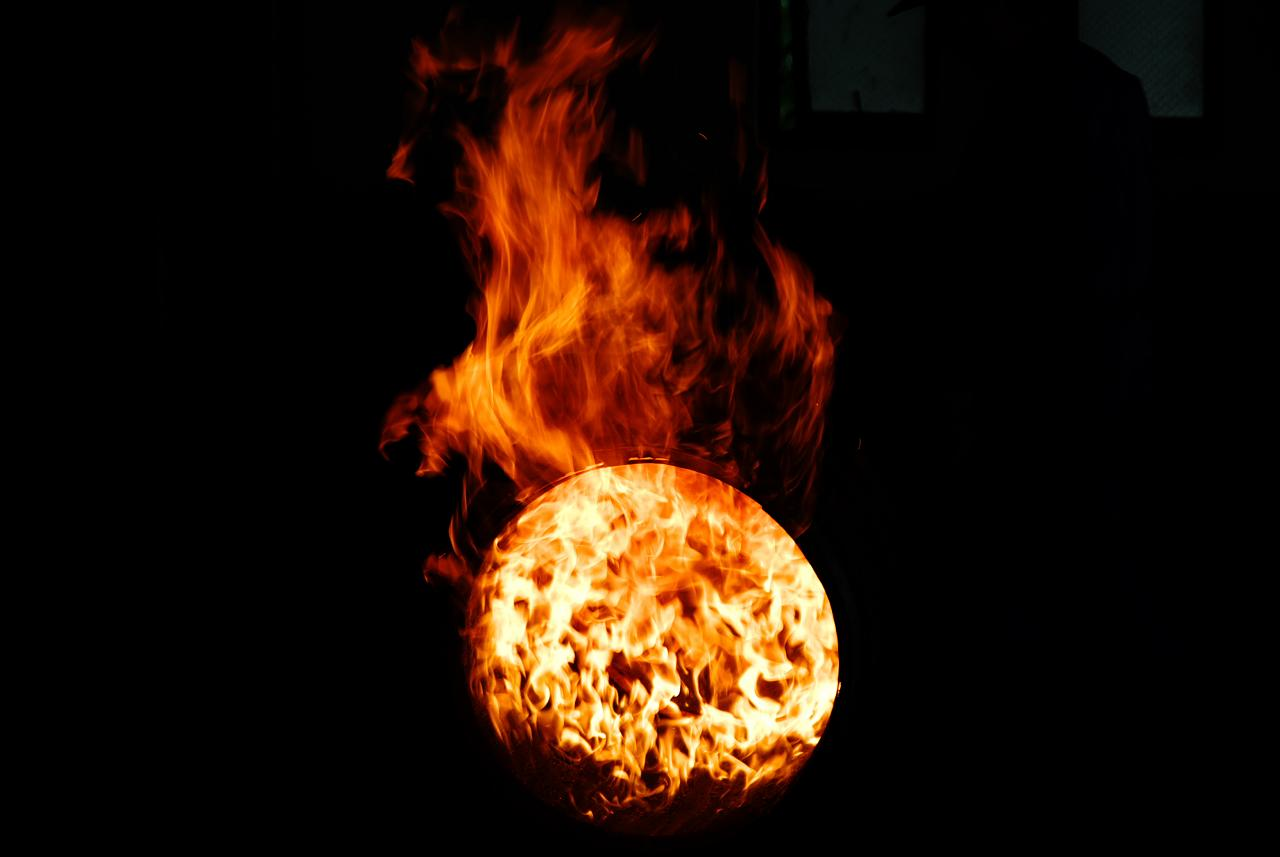
Das Verkohlen der Fässer

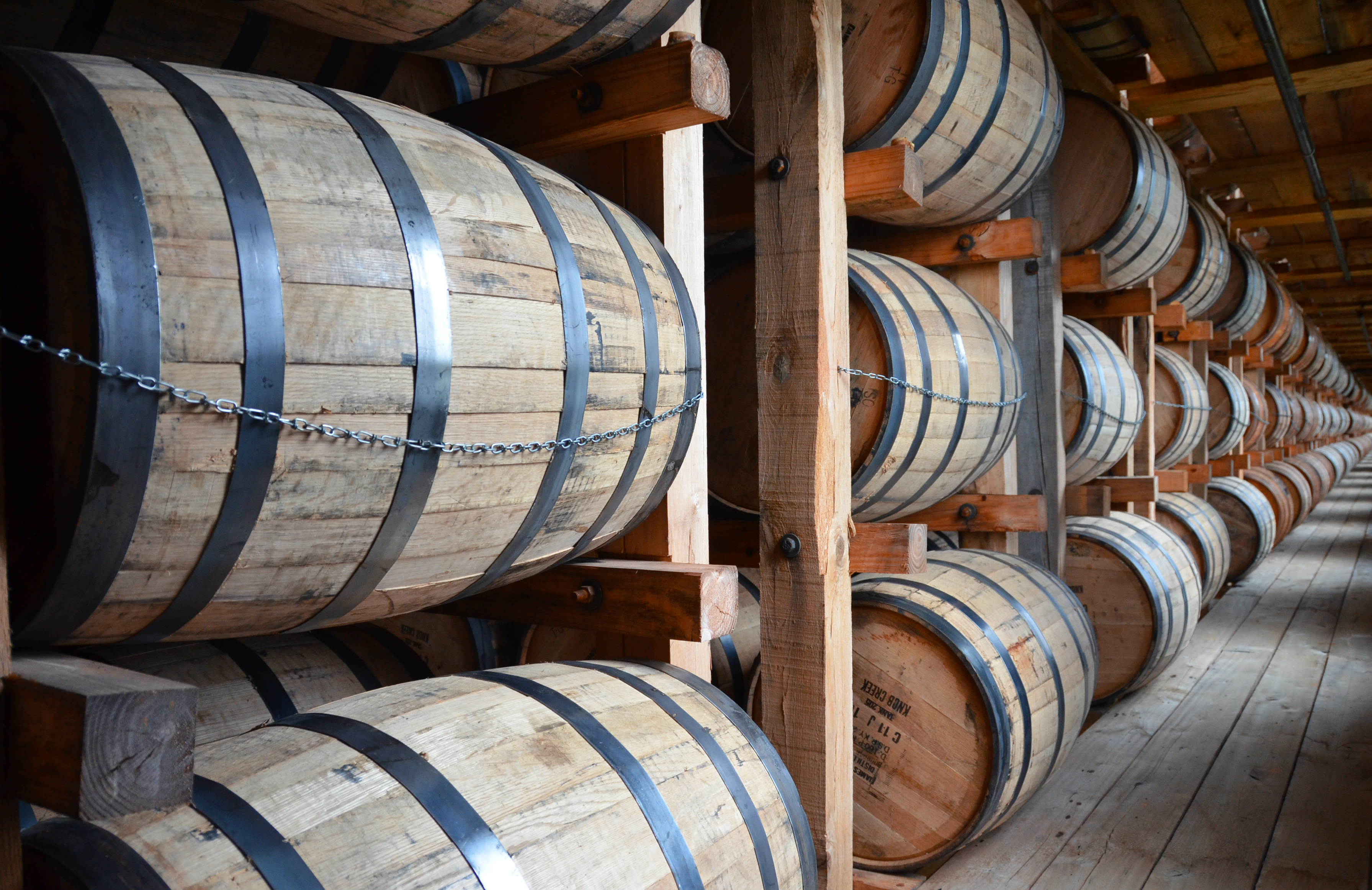
Lagerung in neuen Eichenfässern

Bourbon Whiskey wird für mindestens zwei Jahre in neuen Fässern aus Amerikanischer Weiß-Eiche gelagert, die von innen angekohlt (Charred) sind. Die Fässer werden meist in den Bundesstaaten Arkansas oder Missouri hergestellt, wobei das Holz selbst aus dem gesamten Osten und der Mitte der Vereinigten Staaten stammt. Im Vergleich zu Fässern aus französischer Eiche, die ebenfalls oft zur Alkoholika-Herstellung genutzt werden, reift der Whiskey in Fässern aus Weiß-Eiche langsamer. Die Eiche selbst enthält weniger Tannin. Gelagert wird der Whiskey meist in 200-Liter-Fässern (53 Gallons) in Lagerhallen, die als Rackhouse, Rickhouse oder Barrel House bezeichnet werden. Die Lagerzeit beträgt mindestens zwei Jahre. Industriestandard ist eine Lagerzeit von vier Jahren, wobei bei Premium-Marken sechs, acht oder zehn Jahre Reifezeit häufig sind und Lagerzeiten von bis zu 23 Jahren vorkommen. Im Vergleich zum gleichmäßig kühlen Schottland reift der Whiskey in Kentucky mit größeren Temperaturunterschieden und generell wärmerem Klima schneller, allerdings ist auch der Anteil des Whiskeys, der während der Lagerung verdunstet, höher. Auch gibt neues Holz mehr Aromastoffe ab als das Holz bereits gebrauchter Fässer, so dass der Whiskey schneller reift, bei sehr langer Lagerung aber auch die Gefahr einer Überreifung besteht und der Whiskey einen deutlich holzigen Geschmack annimmt. Mikrodestillerien verwenden oft kleinere Fässer. Zum einen, um ein Unterscheidungs- und Marketingmerkmal gegenüber den industriellen Herstellern zu haben, zum anderen, da dort die Oberfläche im Verhältnis zum Inhalt größer ist, und es einer kürzeren Lagerzeit bedarf, um den Whiskey zu aromatisieren.
Die Fässer werden bevorzugt aus 80 Jahre alten Bäumen gemacht, da in diesen die Verthyllung besonders ausgeprägt ist, die wiederum dafür sorgt, dass die Fässer besonders flüssigkeitsdicht sind. Meist wird das Holz nach dem Einschlag einige Wochen im Freien gelagert, so dass der Wassergehalt im Holz von etwa 40 % auf etwa 30 % fällt. Danach erfolgt wieder einige Wochen eine Lagerung in geschlossenen Lager, wo es bei 30 Grad Celsius einer Luftfeuchtigkeit ausgesetzt wird, die über die Lagerzeit von 60 % auf 40 % absinkt. Das Holz hat danach einen Wassergehalt von etwa 20 %. Die letzte Station der Vorbereitung findet in einem Brennofen statt, wo es etwa eine Woche lang in trockener 60 Grad heißer Luft gelagert wird. Wenn der Wassergehalt im Holz 10 bis 14 % beträgt, kann es zur Herstellung von Lagerfässern verwendet werden. Nach der Herstellung der Fässer werden diese von innen angekohlt. Dies erfolgt durch rotierende Flammen, die die Verkohlung gleichmäßig verteilen. Insgesamt gibt es fünf Grade des Verkohlens, die sich durch die Länge der Zeitdauer unterscheiden, in denen das Holz der Flamme ausgesetzt wird. Am weitesten verbreitet sind Grad-4-Fässer, in denen das Holz etwa eine Minute mit der Flamme Kontakt hatte.
In den heißen Sommermonaten dehnt sich der Whiskey aus und dringt in das Holz ein. Im kühlen Winter zieht er sich wieder zusammen und extrahiert Inhaltsstoffe aus dem Holz. Am Ende des Verkohlens befindet sich im Inneren des Fasses eine dickere schwarze Schicht über einer dünnen Schicht roten Holzes, bevor die Holzwand des Fasses beginnt, die sich durch das Verkohlen nicht geändert hat. Bei der Reifung funktioniert die schwarze Schicht als Filter, die bestimmte Stoffe des Whiskeys aufnimmt. Die rote Holzschicht wiederum gibt Stoffe an den Whiskey ab, vor allem Vanillin, Phenole (Vanille- und Gewürzaroma), Quercuslactone (so genannte Whisky-Lactone, mit Kokosnuss-Aroma), und Furan, einen Karamell-Geschmack. Maillard-Produkte tragen zur goldenen Farbe des Whiskeys bei. Die Vorschrift, frische Fässer aus amerikanischer Eiche zu verwenden, entstammte zum einen dem Gedanken, die einheimische Holzindustrie zu unterstützen. Zum anderen aber geben frische Fässer besonders viele Aromastoffe aus dem Holz ab, so dass der Whiskey auch schneller reift. Bourbon Whiskey erreicht aufgrund des frischen Holzes der Fässer und der klimatischen Verhältnisse seiner Herstellungsregion seine Reife schon nach wenigen Jahren. Die Eichenfässer, in denen Bourbon Whiskey hergestellt wurde, werden oft von anderen Spirituosenherstellern weiterverwendet. Ein Großteil aller Whiskys weltweit reift in Fässern aus Amerikanischer Weißeiche, die vorher zur Produktion von Bourbon genutzt wurden. Besonders oft gehen diese Fässer nach Schottland, wo in ihnen Single Malt Whisky hergestellt wird oder nach Puerto Rico, wo Rum in ihnen gelagert wird.

## Geschichte

### Vorgeschichte

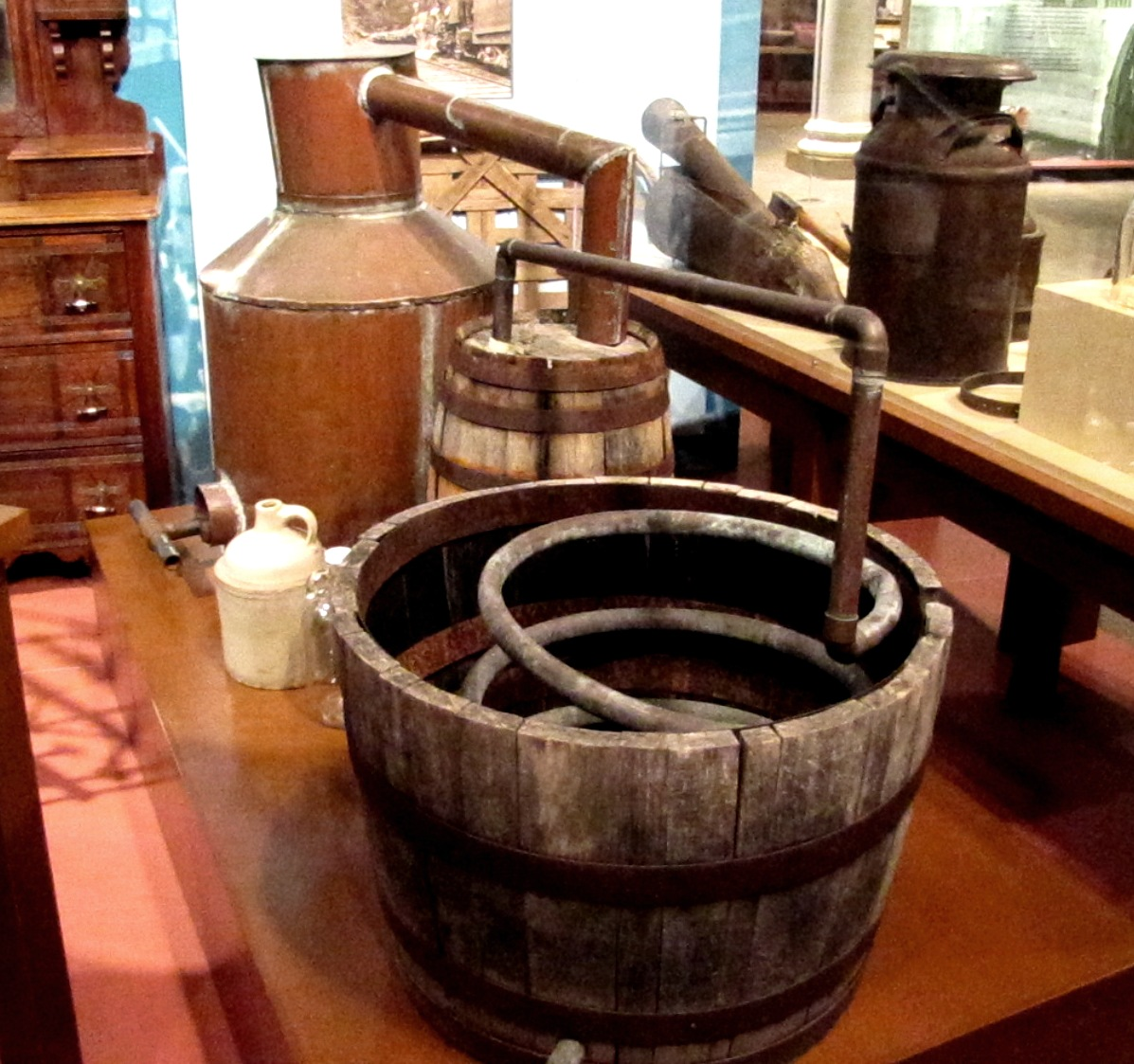
Einfache selbstgebaute Moonshine Still im Center for East Tennessee History.

Als der Bourbon Whiskey entstand, lag das historische Bourbon County noch im Westen Virginias. Der Bundesstaat Kentucky wurde erst später aus einem Teil Virginias neu gegründet. Einwanderung in die Gegend entlang der Wilderness Road durch die Cumberland Gap über die Appalachen begann, nachdem Frankreich das Gebiet 1763 im Pariser Frieden an das Vereinigte Königreich abgetreten hatte. Der Westen Virginias wurde im frühen 19. Jahrhundert unter anderem von schottischen und Ulster-schottischen Einwanderern besiedelt.
Nach der Whiskey-Rebellion von 1794 in Pennsylvania zogen zahlreiche Brenner aus Pennsylvania weiter in den Süden und Westen und siedelten sich jenseits der Cumberland Gap im heutigen Kentucky an. In den Ursprungsjahren der Besiedlung Nordamerikas waren Gin und Rum die vorherrschenden Spirituosen, die an der Ostküste gebrannt wurden. Erst durch den Drang nach Westen änderte sich dies. Die Grundstoffe für Gin und Rum mussten importiert werden, der Weg über die Appalachen war so aufwendig, dass die Brenner auf Grundprodukte auswichen, die vor Ort wuchsen.
Neben dem aus Äpfeln hergestellten Applejack begannen die Siedler auch Getreide zu Alkohol zu destillieren. Die Einwanderer brachten die Technik der Destillation aus Europa mit. Die ersten Schwerpunkte der amerikanischen Whiskey-Produktion lagen in den Staaten Pennsylvania, Maryland und Virginia. Vorherrschend war hier der aus Roggen hergestellte Rye Whiskey.
Das erste Bier aus Mais, das die Siedler Nordamerikas brauten, ist für 1662 in Connecticut nachweisbar, allerdings blieb Mais als Grundstoff für Alkoholika im Osten und Norden der USA eine Ausnahme. Weiter im Süden und im Westen schauten sich die Siedler schnell von den Native Americans ab, dass Mais in der Gegend besser wuchs als Getreide aus Europa. Mais lässt sich auch auf Feldern anbauen, in denen nach der Rodung noch Baumstümpfe stehen. Zudem reift er im Klima der Südstaaten innerhalb von drei Monaten.
Die beste langfristige Form der Lagerung von Mais, der nicht rechtzeitig gegessen oder an das Vieh verfüttert werden konnte, war als Whiskey. Dieser ist quasi unbegrenzt haltbar und verbraucht zudem deutlich weniger Lagerplatz oder Transportkapazitäten als der Mais. Angesichts der schwierigen Transportsituation in Kentucky und der damaligen Abgeschiedenheit der Gegend eignete sich Whiskey auch deutlich besser als Handelsgut als Mais.
Während Farmer an einem Bushel (etwa 35 Liter) Mais etwa 10 Cent verdienten, betrug der Verdienst am Whiskey, der daraus hergestellt werden konnte, mehr als einen Dollar. In der Frühzeit der Besiedlung war Whiskey neben Mehl und Hanf eines der wichtigsten Handelsgüter und diente auch oft als Ersatzwährung. Die Hersteller waren Farmer, die ihre Ernte zu Whiskey weiterverarbeiteten und für die das Whiskeybrennen nur eine von vielen landwirtschaftlichen Tätigkeiten war.
Die meisten Whiskeyhersteller der Zeit benutzten Brennblasen aus Kupfer, die erst über die Appalachen importiert wurden, später von Handwerkern vor Ort hergestellt wurden. Einige Produzenten nutzten für den ersten Brennvorgang einen ausgehöhlten Baumstamm, in den heißer Dampf geleitet wurde, der den Alkohol verdampfte. Der zweite Brennvorgang fand in einer Brennblase statt, das Ergebnis nannte sich „Log and Copper Whiskey“.
Der Legende nach war der erste Mensch, der in Kentucky Whiskey herstellte, 1789 der Baptistenprediger Elijah Craig im heutigen Bourbon County. Diese Behauptung taucht allerdings erst 1874 erstmals auf, und mittlerweile lässt sich auch Whiskey-Herstellung in den 1770ern nachweisen. Der erste Mais-Anbau durch Siedler in Kentucky fand in den frühen 1770ern statt.
Die Legende von Elijah Craig als erstem Bourbon-Hersteller verbreitete sich vermutlich in Zeiten einer erstarkenden Abstinenzbewegung, als ein christlicher Prediger als Urvater des Bourbon die moralischen Argumente der oft christlichen Abstinenzler entkräften sollte. In Kentucky entwickelte sich eine rege Brennereilandschaft, in der zahlreiche Bauern ihren Mais und andere Getreide zur Weiterverarbeitung verkauften. Bereits vor dem Amerikanischen Bürgerkrieg hatte der Whiskey aus Kentucky einen guten Ruf und war als „Bourbon County Whiskey“ bekannt.
Dabei wurde der Alkohol aus allem gebrannt, was zur Verfügung stand – meist Mais, aber auch anderes Getreide wie Roggen oder Früchte wie Äpfel und Pfirsiche. Der Whiskey, der Ende des 18. Jahrhunderts/zu Beginn des 19. Jahrhunderts westlich der Appalachen hergestellt wurde, wurde nicht gereift und gelagert, sondern direkt nach der Destillation abgefüllt und getrunken. In Aussehen und Aroma ähnelte er eher Wodka als heutigem Whiskey. Die Praxis, Whiskey über mehrere Jahre zu lagern, um das Aroma zu verbessern, entwickelte sich erst Mitte des 19. Jahrhunderts im Südosten der USA.

### Entstehung des typischen Bourbons im frühen 19. Jahrhundert

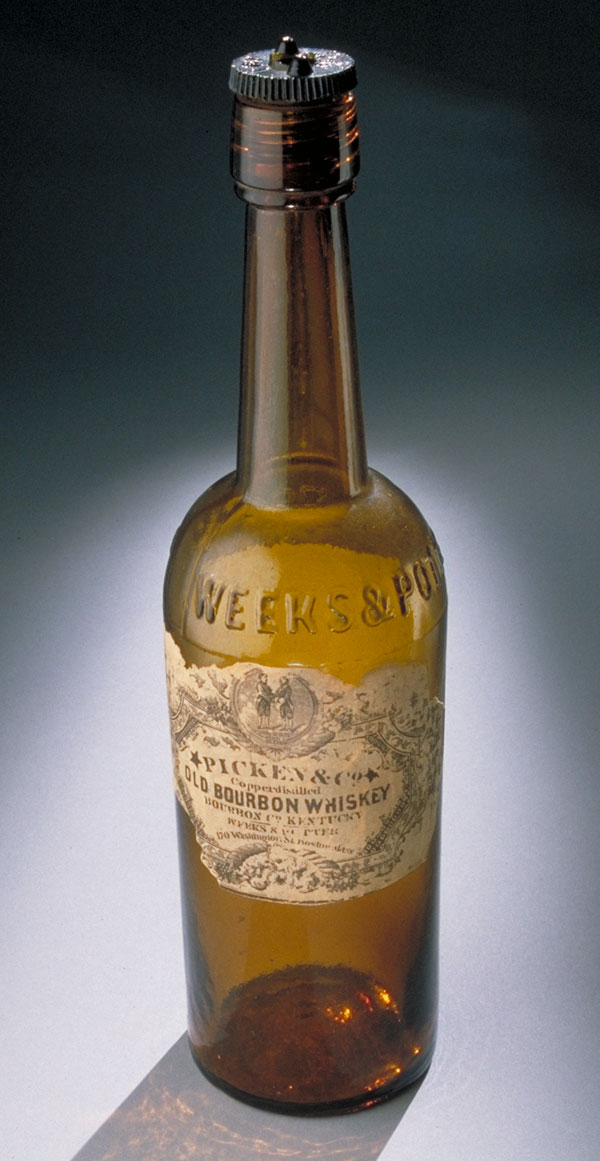
Verschlossene Glasflaschen (hier aus der Mitte des 19. Jahrhunderts) waren einer der ersten Versuche, Qualität auch im Handel zu kontrollieren.

Die genauen Ursprünge des Bourbons lassen sich heute nicht mehr rekonstruieren. Die Entwicklung fand in den ersten Jahren der Besiedlung statt, als viele Bauern und Brenner größtenteils auf sich allein gestellt waren, kaum oder keine schriftlichen Dokumente anfertigten, und die Transport- und Kommunikationswege in den organisierteren Osten der USA schwierig waren. Insbesondere in Zeiten der Abstinenzbewegung und Prohibition Anfang des 20. Jahrhunderts versuchten Gemeinden und Regionen ihre Verbindung zur frühen Alkoholproduktion herunterzuspielen und vernichteten dabei unter anderem zahlreiche historische Dokumente.
Anfang des 19. Jahrhunderts begann Whiskey auch außerhalb seiner Kernregion populärer zu werden. Handelsstreitigkeiten mit zeitweisen Embargos behinderten den Handel mit Melasse, dem Grundstoff für Rum, die Abschaffung des internationalen Sklavenhandels 1808 schränkte den Nachschub an Zuckerrohr dauerhaft ein, so dass die Rumpreise stiegen. Die Produktion in Kentucky begann sich auf Destillerien zu konzentrieren, von denen es um 1810 zwischen 2000 und 7000 gab. Kentucky Whiskey und Western Whiskey waren zu dieser Zeit Bezeichnungen für den Whiskey an der Ostküste.:S. 607
Noch vor dem Amerikanischen Bürgerkrieg entstanden zwei Prozesse, die Bourbon Whiskey von anderen amerikanischen Whiskeys unterschieden: zum einen die Lagerung in angekohlten Eichenfässern, zum anderen die Fermentation mit saurer Maische, das heißt, die Fermentation beginnt mit Maische, die durch einen vorherigen Fermentationsprozess gewonnen wurde, ähnlich dem Sauerteig. Dass die Lagerung in verkohlten Eichenfässern Alkohol haltbarer macht, war mindestens seit der Antike bekannt. Die Brenner des Bourbon Countys übernahmen die Technik vermutlich von den Rumherstellern der Westindischen Inseln, die ihren Rum bereits in ähnlichen Fässern lagerten, um ihn aromatischer zu machen. Die Gärung mit saurer Maische wurde von James C. Crow entwickelt, wahrscheinlich, indem er die Gärung mit Geläger von Bier begann, statt mit frischer Hefe. Dieses enthielt neben Hefe auch Milchsäure-Bakterien und gab dem Whiskey so ein besonderes Aroma. Crow, der in Schottland als Arzt und Chemiker ausgebildet worden war, war der erste Master Distiller, der versuchte, mit Hilfe wissenschaftlicher Methoden eine detaillierte Kontrolle über den Brau- und Brennprozess zu bekommen und ein starkes Augenmerk auf Hygiene im Herstellungsprozess legte. Old-Crow-Whiskey verbreitete sich in den gesamten USA und war Ende des 19. Jahrhunderts ein bekannter Whiskey hoher Qualität. Mit der Zeit begannen auch Brennereien außerhalb des Bourbon Countys und Kentuckys diese Produktionsweisen anzuwenden; Bourbon Whiskey wurde zum Stilbegriff für eine bestimmte Art des Whiskeys.
Die erste industrielle Destillerie eröffnete 1816 in Louisville, Kentucky. Die Hope Destilling, die in New England registriert war, investierte 100.000 US-Dollar Kapital in 100 Acres Land und in Maschinen, die die Arbeit von 30 Männern erledigen konnten. Ihre Brennblasen bestanden aus 10 Tonnen Kupfer und produzierten bei der Whiskeyproduktion genug Abfall, um damit 5000 Schweine zu füttern. Noch allerdings war der Markt nicht groß genug, und Hope Destilling gab nach wenigen Jahren das Geschäft wieder auf. Die Verbreitung der Eisenbahn in den Vereinigten Staaten in der ersten Hälfte des 19. Jahrhunderts trug wesentlich dazu bei, dass Whiskey aus Kentucky sich in den gesamten USA verbreitete.

### Amerikanischer Bürgerkrieg und Gilded Age
Die Zeit im und direkt nach dem Krieg schadete den Destillerien. Einige wurden im Amerikanischen Bürgerkrieg zerstört, andere litten unter den Problemen durch gestörte Transport- und Handelswege. Abraham Lincoln führte 1862 eine Branntweinsteuer ein, um den Krieg zu finanzieren, die insbesondere kleinere Destillerien in den folgenden Jahren in die Pleite trieb. In der Industrie vollzog sich ein Wandel zu größeren, moderneren Destillerien, die meist mit durchlaufenden Brennblasen (Coffey Stills) arbeiteten und genug finanzielle Reserven hatten, um das Geld für die Steuer vorzustrecken. Die Bourbon-Produktion expandierte nach dem Krieg, als die Besiedlung des amerikanischen Westens begann. Die ersten Destillerien begannen sich zu industrialisieren, um den steigenden Bedarf zu decken. Erste Versuche, die Bourbon-Produktion gesetzlich zu regeln und gewisse Standards festzuschreiben, entstanden 1897 mit dem Bottled-in-bond Act, welcher garantierte, dass mit Bonded bzw. Bottled in bond bezeichneter Whiskey unter Kontrolle der US-Regierung für mindestens vier Jahre in bestimmten Lagerhäusern gereift und dann mit 50 % Volumenalkohol abgefüllt wurde. Diese Vorschrift sollte es gewissenhaften Brennern ermöglichen, ihren Whiskey gegenüber anderem auf dem Markt erhältlichen Whiskey zu differenzieren. Weitere Gesetze, um Bourbon zu definieren und standardisieren, erließ der US-Kongress 1907 und 1909. Die Abfüllung in Flaschen statt in Fässer begann sich erst zu Beginn des 20. Jahrhunderts auszubreiten, nachdem Michael J. Owens die erste automatische Abfüllanlage erfunden hatte.

### Jüdische Einwanderer
Seit der Jahrhundertwende 1900 beteiligten sich zahlreiche jüdische Einwanderer an der Whiskeyproduktion. Diese fanden oft im Handel mit Alkohol ihr erstes Standbein in den Vereinigten Staaten. Einige von ihnen gingen zur eigenen Produktion über und gründeten einflussreiche und wichtige Destillerien. In den Whiskey-Zentren Louisville, Kentucky, Cincinnati, Ohio und Chicago, Illinois nahmen sie etwa ein Viertel des gesamten Whiskey-Handels ein.
Charles Herbst erfand 1870 in Louisville, Kentucky, den Whiskey Old Fitzgerald, der seit über 140 Jahren in den USA verkauft wird. Isaac Wolf Bernheim, geboren in Schmieheim (heute Teil von Kippenheim bei Freiburg im Breisgau) gründete mit I.W. Harper eine der einflussreichsten Marken der Prohibitions- und Nachprohibitionszeit. Bernheim verkaufte sein Unternehmen 1933 an Leo Gerngross und Emil Schwarzhaupt, die es wiederum 1937 an Schenley Industries weiterverkauften. Schenley wurde von Lewis Rosenstiel geführt, der in den folgenden Jahrzehnten zur einflussreichsten Person der Bourbon-Branche wurde und unter anderem durchsetzte, dass der US-Kongress dem Bourbon 1964 als Herkunftsbezeichnung gesetzlichen Schutz verschaffte.
Joseph Greenhut, eingewandert aus Österreich mit neun Jahren, gründete die Great Western Distillery in Peoria bei Chicago, die Ende des 19. Jahrhunderts die größte Distillerie der Welt und Gründungsdestillerie des Whiskey Trusts war. Heaven Hill, heute die größte Destillerie in Privatbesitz, wurde 1934 von der Familie Shapira gegründet: Juden, die aus Russland geflohen waren und heute noch Eigentümer von Heaven Hill sind. Oscar Getz rettete im Zweiten Weltkrieg die Tom Moore Distillery vor dem Bankrott. Auf ihn geht das Oscar Getz Museum of Whiskey History in Bardstown, Kentucky zurück. Ebenfalls während des Zweiten Weltkriegs verhinderte Mit-Investor Harry Blum, dass Jim Beam an Schenley verkauft wurde, indem er die Destillerie zeitweise ganz übernahm.
In den Zeiten vor der Prohibition wurde diese jüdische Verbindung zum Whiskey oft von antisemitischen Befürwortern einer Prohibition zur Propaganda missbraucht. Henry Ford, ausgesprochener Antisemit und Gegner des Alkohols, wetterte gegen die Brennerei, „die auf der langen Liste amerikanischer Industrien steht, die durch das jüdische Monopol ruiniert wurde.“ Louisville und Cincinnati seien durch und durch jüdische Städte, denen nichts Amerikanisches mehr anhafte.

### Prohibition und Nachwehen

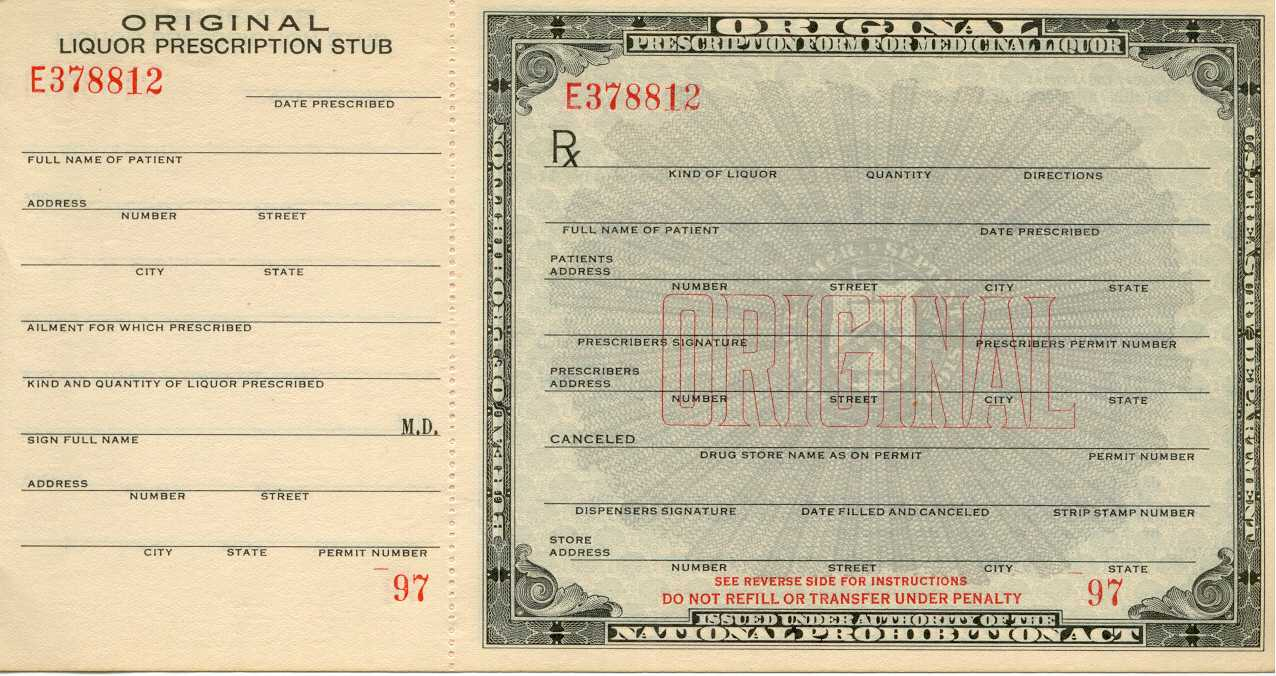
Rezept für medizinischen Alkohol. Die Produktion „Medizinischen Whiskeys“ erlaubte sechs Brennereien den Weiterbetrieb in Zeiten der Prohibition.

Bis zur Prohibition war Bourbon die bestverkaufte Spirituose in den Vereinigten Staaten, verlor seitdem jedoch an Bedeutung. Die ersten US-Bundesstaaten begannen Anfang des 20. Jahrhunderts, die Alkoholproduktion zu verbieten. Ab 1913 bestand ein Verbot, Whiskey in die „trockenen“ Staaten zu liefern. 1920 begann die Prohibition US-weit und dauerte bis 1933 an. Einzelne Bundesstaaten verboten Alkohol länger; in einzelnen Counties und Gemeinden ist Alkoholkonsum bis heute verboten. In der Zeit der Prohibition mussten viele Destillerien ihr Geschäft aufgeben. Sechs Destillerien (A. Ph. Stitzel, Glenmore, Schenley, Brown-Forman, National Distillers und Frankfort Distilleries) waren lizenziert, Apotheken mit medizinischem Whiskey zu versorgen, den diese nur gegen Rezept ausgeben durften.
Zwar stieg die Bedeutung des harten Alkohols im Vergleich zu Wein und Bier an, da sich dort mehr Alkohol bei weniger Volumen transportieren und verstecken ließ, davon konnte der Bourbon jedoch nicht profitieren. Vor allem stieg die Bedeutung von geschmuggeltem kanadischen Whisky, der deutlich milder schmeckt und von heimproduziertem Gin in den USA. Nach dem Ende der Prohibition dauerte es zudem einige Jahre, bis wieder neu gereifter Bourbon Whiskey in größeren Mengen auf den Markt kam. Nach der Prohibition hatten sich die amerikanischen Konsumenten an den milderen Geschmack von kanadischem Whisky und Gin gewöhnt und blieben bei diesen Getränken, so dass der Bourbon seine Bedeutung von vor der Prohibition nicht mehr erlangen konnte und langfristig auch gegenüber Rum und Wodka an Bedeutung verlor. Direkt nach Ende der Prohibition waren viele Vertriebs- und Lieferketten zusammengebrochen und mussten erst wieder aufgebaut werden. Fachleute und deren Fachwissen waren in andere Branchen abgewandert. Die überlebenden amerikanischen Destillerien hatten fast keine Lagerbestände mehr und brauchten einige Jahre, um wieder Bourbon reifen zu lassen. Diese Jahre nutzten Kanadier und Schotten, um mit ihrem Whisky Marktanteile zu gewinnen und danach zu halten. Nachdem die Industrie sich Anfang der 1940er gerade wieder neu positioniert hatte, war die USA nach dem Angriff auf Pearl Harbor Teil des Zweiten Weltkriegs und die Destillerien waren verpflichtet, Industriealkohol für die Nutzung durch das Militär herzustellen. Harter Alkohol zum Trinken wurde wieder aus anderen Ländern importiert. Davon konnte vor allem die in der Karibik produzierende Rumindustrie profitieren, die problemlos genügend Nachschub hatte und auch Marktanteile gewann. Die US-Destillerien versuchten dem entgegenzuwirken, indem sie Blended Whiskey produzierten – Whiskey, der mit reinem Alkohol und Aromastoffen verschnitten wird. Dabei gewöhnten sie aber die Öffentlichkeit an diese Form des Getränks und verschafften sich den Ruf, keinen Whiskey besonders hoher Qualität herzustellen.

### Boom in den Nachkriegsjahren und Markteinbruch
Die Bourbon-Produktion nahm in den folgenden Jahrzehnten zu. In den USA des Kalten Krieges war Bourbon ein „patriotischer Drink“. Im Gefolge der Soldaten der US Army verbreitete sich Bourbon auch international und konnte weitere Märkte erschließen. Insbesondere Jim Beam und Jack Daniels gelang es, sich international zu vermarkten. Der Aufstieg der beiden Marken zu den führenden Bourbon-Marken fällt in die späten 1950er.
Mussten Brenner damals spätestens nach acht Jahren ihren Whiskey versteuern, schob das 1959 verabschiedete Gesetz der Forand Bill diesen Zeitraum auf 20 Jahre hinaus. Destillerien konnten den Whiskey nun auch 12 oder 15 Jahre lagern, ohne bereits Jahre vorher viel Geld für seine Steuern auszugeben und brachten nun auch Whiskey mit längeren Lagerzeiten auf den Markt. Sie konnten so ihre Produktpalette deutlich erweitern. Zeitgleich erweiterten sie ihre Marketing-Palette. Insbesondere sogenannte „Feiertags-Pakete“ mit speziell gestalteten Flaschen und oft unter Zugabe von Karaffen und Gläsern eroberten den Markt. 1964 konnte eine Lobbygruppe um Lewis Rosenstil durchsetzen, dass Bourbon in den USA gesetzlich geschützt wurde, so dass sie keine Konkurrenz mehr von ausländischen Bourbon-Produzenten hatten.
Nachdem die Produzenten in den 1960ern mit voller Produktion die Lagerhäuser gefüllt hatten, brach der Markt Ende der 1960er ein. Die jüngere Generation wollte sich vom Geschmack ihrer Eltern distanzieren, tranken Bier und Wein, Wodka und Tequila. Die Whiskeyhersteller saßen auf großen Lagerkapazitäten, die sie nicht mehr loswurden, und mussten diese zu Kampfpreisen verkaufen. Seit den 1970ern wurden zahlreiche Hersteller insolvent oder von kapitalkräftigeren internationalen Konzernen aufgekauft. Einzig in den Südstaaten konnte der Bourbon seine Stellung behalten. Diese gelten in der Getränkeindustrie als „Bourbon Belt“. Dieser war und ist aber zu klein, um nationale Trends auszugleichen.
US-weit erholte sich der Verkauf von Bourbon erst in den 1990ern wieder, um etwa seit 2010 Verkaufszahlen zu erreichen, wie sie zuletzt vor der Prohibition bestanden. Zuerst begannen schottische Destillerien auf den allgemeinen Trend zu weniger Alkoholkonsum zu reagieren, indem sie hochpreisigere Premium-Produkte höherer Qualität auf den Markt brachten. Diese Single Malts waren ein großer Erfolg, und amerikanische Destillerien begannen ähnlichen Whiskey zu entwickeln. Obwohl es schon lange üblich war, nur Whiskey aus einem Fass in eine Flasche zu füllen, entstand der Single Malt ähnliche Begriff des Single Barrel (einzelnes Fass) erst 1984, als Blanton’s Bourbon mit diesem Label eingeführt wurde.

### Renaissance im 21. Jahrhundert
Aus dem Single Barrel entwickelte sich der Small Batch (kleine Menge). Jim Beam führte den so gekennzeichneten Booker’s Bourbon als Small Batch ein. Nach der Definition von Jim Beam handelt es sich dabei um Bourbon von einigen ausgewählten Stellen im Lagerhaus, in denen der Whiskey erfahrungsgemäß ganz besonders gut reifte. Von diesen gab es nicht viele, deshalb produzierte die Destillerie davon nur eine kleine Menge. Später schlossen sich kleinere Destillerien an, die ihre gesamte Produktion als Small Batch bezeichneten, da diese sowieso nur in kleiner Menge vorhanden sind. Der Begriff ist bis heute nicht rechtlich definiert, im Marketing aber weit verbreitet. Julian Van Winkle, Enkel von Pappy Van Winkle etablierte extralang gelagerte Bourbons auf dem Markt. Er kaufte ausgewählte Fässer von anderen Brennereien. Die Pappy Van Winkle Family Reserve ist über 20 Jahre gereift, gewann zahlreiche Preise und ist heute der hochpreisigste Bourbon am Markt. Auf Auktionen werden einzelne Flaschen oft zu vierstelligen Beträgen gehandelt. Andere Brenner zogen nach und brachten Bourbon auf den Markt, der länger als 12 Jahre gereift war.
2007 wurde 90 % des weltweit produzierten Bourbon Whiskeys – ausgenommen Tennessee Whiskey – von zwölf Destillerien produziert, die alle in der Bluegrass Region im Norden Kentuckys lagen. Der Gesamtexport von Spirituosen aus den USA erreichte ein Volumen von 1,01 Milliarden US-Dollar, wovon auf Bourbon 713 Millionen US-Dollar entfielen.:S. 606
Einen Aufschwung nahm der Bourbon Whiskey ähnlich wie der Scotch Whisky seit den 1990ern mit dem Aufkommen von teuren Premium-Produkten wie Maker’s Mark oder Woodford Reserve. Zu Beginn des 21. Jahrhunderts lagen die Verkaufszahlen für Bourbon so hoch wie zuletzt zu Beginn der Prohibition. Während Bourbon Whiskey theoretisch in den ganzen USA hergestellt werden kann, haben zehn der elf großen Bourbon-Hersteller ihren Sitz in Kentucky. Die einzige Ausnahme ist A. Smith Bowman, der seinen Sitz im benachbarten Virginia hat. Alle diese Hersteller gehören mittlerweile zu multinationalen Konzernen. Seit den 1990ern entwickelte sich ähnlich den Mikrobrauereien auch ein Trend zu kleineren unabhängigen Herstellern.
Insbesondere seit 2010 hat Bourbon einen starken Aufstieg genommen. Das in Kentucky erwirtschaftete Bruttoinlandsprodukt mit Whiskey stieg von 1,8 Milliarden US-Dollar im Jahr 2012 auf 3 Milliarden US-Dollar im Jahr 2014. In den Jahren nach 2010 eröffneten mehrere neue große Brennereien, die Anzahl der Beschäftigten in der Industrie stieg in Kentucky von 8600 im Jahr 2012 auf 15000 im Jahr 2014.

## Brennereien
Seit der Jahrtausendwende gibt es eine sich entwickelnde Szene zahlreicher Mikrodestillerien. Allein von 2007 bis 2013 stieg deren Zahl in den Vereinigten Staaten von unter 100 auf über 400, Ende 2014 waren es bereits 600. Eine Sonderrolle spielen die sogenannten Rectifyer, die nicht selbst brennen, sondern Whiskey in größeren Mengen am Markt kaufen, eventuell noch einmal filtern, dann noch einmal nach eigenem Verfahren in eigenen Fässern lagern und blenden und ihn dann unter einem eigenen Markennamen verkaufen. Auf die Menge bezogen kommt allerdings fast der gesamte Bourbon aus wenigen Großbrennereien in Kentucky, die meist bereits mehrere Jahrzehnte existieren. So hatte die gesamte Craft-Szene im Jahr 2014 einen Marktanteil von etwa 1 %.
| Bild | Name                   | Inhaber               | Standort                                                       | Ehemalige Bezeichnungen                                                            | Marken | Anmerkungen |
| ---- | ---------------------- | --------------------- | -------------------------------------------------------------- | ---------------------------------------------------------------------------------- | --- | --- |
|      | A. Smith Bowman        | Sazerac Company       | Fredericksburg, Virginia                                       |                                                                                    | Virginia Gentleman | Nur zweiter Brand und Lagerung. Der erste Brand findet bei Buffalo Trace statt. Einzige größere Destillerie außerhalb Kentuckys.                                                                       |
|      | Barton 1792 Distillery | Sazerac Company       | Bardstown, Kentucky                                            | Tom Moore Destillery, Barton Brands,                                               | Kentucky Gentleman, Ridgemont Reserve 1792, Ten High, Very Old Barton | Das Oscar Getz Museum of Whiskey History geht auf eine ehemalige Sammlung des Brennereiinhabers zurück.                                                                                                |
|      | Booker Noe Distillery  | Beam Suntory          | Boston, Kentucky                                               | Churchill Distillery                                                               | Jim Beam | Industrieanlage ohne Besucherzentrum, in der vor allem Jim Beam White Label hergestellt wird. |
|      | Buffalo Trace          | Sazerac Company       | Frankfort, Kentucky                                            | O.F.C. Distillery, George T. Stagg Distillery, Ancient Age, Blanton’s              | Buffalo Trace, Van Winkle Family Reserve, Old Charter, Blanton’s Single Barrel, Elmer T. Lee Single Barrel, Eagle Rare, Ancient Age, McAfee’s Benchmark, Virginia Gentleman (erster Brand) | National Historic Landmark. Durfte während der Prohibition weiter produzieren. |
|      | Early Times Distillery | Brown-Forman          | Shively, Kentucky                                              | Brown-Forman Distillery, Old Kentucky Distillery                                   | Early Times, Old Forester | Durfte während der Prohibition weiter produzieren. |
|      | Four Roses             | Kirin Company         | Lawrenceburg, Kentucky                                         | Old Prentice                                                                       | Four Roses, Bulleit (unter Vertrag für Diageo) | Gelistet im National Register of Historic Places |
|      | George Dickel          | Diageo                | Cascade Hollow, Tennessee                                      |                                                                                    | George Dickel | Tennessee Whiskey. |
|      | Heaven Hill            | Familienbesitz        | Lexington, Kentucky/ Bardstown, Kentucky/ Louisville, Kentucky | Bernheim (in Lexington)                                                            | Evan Williams, Elijah Craig, Fighting Cock, Heaven Hill, Old Fitzgerald, Cabin Still, Rebel Yell (unter Vertrag für Luxco). Ezra Brooks (unter Vertrag für Luxco)                          | Destillation in Lexington, Lagerung, Abfüllung und Besucherzentrum in Bardstown. Größter unabhängiger Spirituosen-Hersteller der USA. Alle bisherigen Master Distiller kamen aus der Jim-Beam-Familie. |
|      | Jim Beam               | Beam Suntory          | Clermont, Kentucky                                             |                                                                                    | Jim Beam, Jakob’s Well, Knob Creek, Old Crow | Schaudestillerie mit Besucherzentrum, in der neben Jim Beam und Jim Beam White Label auch die meisten anderen Marken des Konzerns gebrannt werden.                                                     |
|      | Jack Daniel’s          | Brown-Forman          | Lynchburg, Tennessee                                           |                                                                                    | Jack Daniel’s, Gentleman Jack | Tennessee Whiskey. |
|      | Maker’s Mark           | Beam Suntory          | Loretto, Kentucky                                              |                                                                                    | Maker’s Mark | National Historic Landmark |
|      | MGP Distillery         | MGP Ingredients       | Lawrenceburg, Indiana                                          | Rossville Distillery, Seagramm’s Distillery, Lawrenceburg Distillers Indiana (LDI) | Keine eigenen Marken. | Stellt Whiskey für andere Marken her, die das Produkt entweder in eigene Flaschen abfüllen oder weiterverarbeiten und abfüllen; beispielsweise Bulleit, viele „Craft“-Whiskeys.                        |
|      | Wild Turkey            | Davide Campari-Milano | Lawrenceburg, Kentucky                                         |                                                                                    | Wild Turkey | |

Bedingt durch den Bourbon-Boom seit dem beginnenden 21. Jahrhundert kamen in den Jahren seit 2010 mehrere große Brennereien hinzu, die teils bereits produzieren, teils dabei sind, die Produktion aufzubauen.
| Bild | Name                | Inhaber                          | Standort                | Ehemalige Bezeichnungen                        | Marken | Anmerkungen |
| ---- | ------------------- | -------------------------------- | ----------------------- | ---------------------------------------------- | --- | --- |
|      | Benjamin Prichard’s | Familienbesitz                   | Kelso, Tennessee        |                                                | Benjamin Prichard’s Tennessee Whiskey | Produktionsbeginn 2000. Tennessee Whiskey, der durch eine Ausnahme im Gesetz nicht den Lincoln County Process durchlaufen muss. |
|      | Bulleit             | Diageo                           | Shelby County, Kentucky |                                                | Bulleit | Die erste Flasche Bulleit Bourbon wurde bereits etwa 1830 kreiert. Erst 1997 wurde Bulleit jedoch in größerem Stil produziert, nachdem Seagram die Marke gekauft hatte. Unter der Führung von Diageo wurde im März 2017 eine eigene Destillerie für Bulleit errichtet. |
|      | Limestone Branch    | Familienbesitz / Luxco (je 50 %) | Lebanon, Kentucky       |                                                | Yellowstone | Produktionsbeginn 2012. |
|      | Michter’s           | Chathams Import                  | Shively, Kentucky       |                                                | Michter’s | Produktionsbeginn für 2015 geplant. Historischer Markenname aus Pennsylvania. Die neue Michter’s Distillery hat bis auf die Marke keine Verbindungen zum ehemaligen Michter’s.                                                                                         |
|      | Willett             | Familienbesitz                   | Bardstown, Kentucky     |                                                | Willett Pot Still Reserve, Willett Family Estate Bottled Bourbon and Rye, Noah’s Mill, Rowan’s Creek, Johnny Drum, Old Bardstown, Pure Kentucky, und Kentucky Vintage | Bereits von 1936 bis in die 1970er Sitz einer Brennerei derselben Familie. Neueröffnung 2012. |
|      | Woodford Reserve    | Brown-Forman                     | Versailles, Kentucky    | Labrot and Graham, Old Oscar Pepper Distillery | Woodford Reserve | Destillerie wesentlich älter, aber mehrere Jahrzehnte außer Betrieb. Produktionsbeginn 1996. National Historic Landmark |

## Verwendung

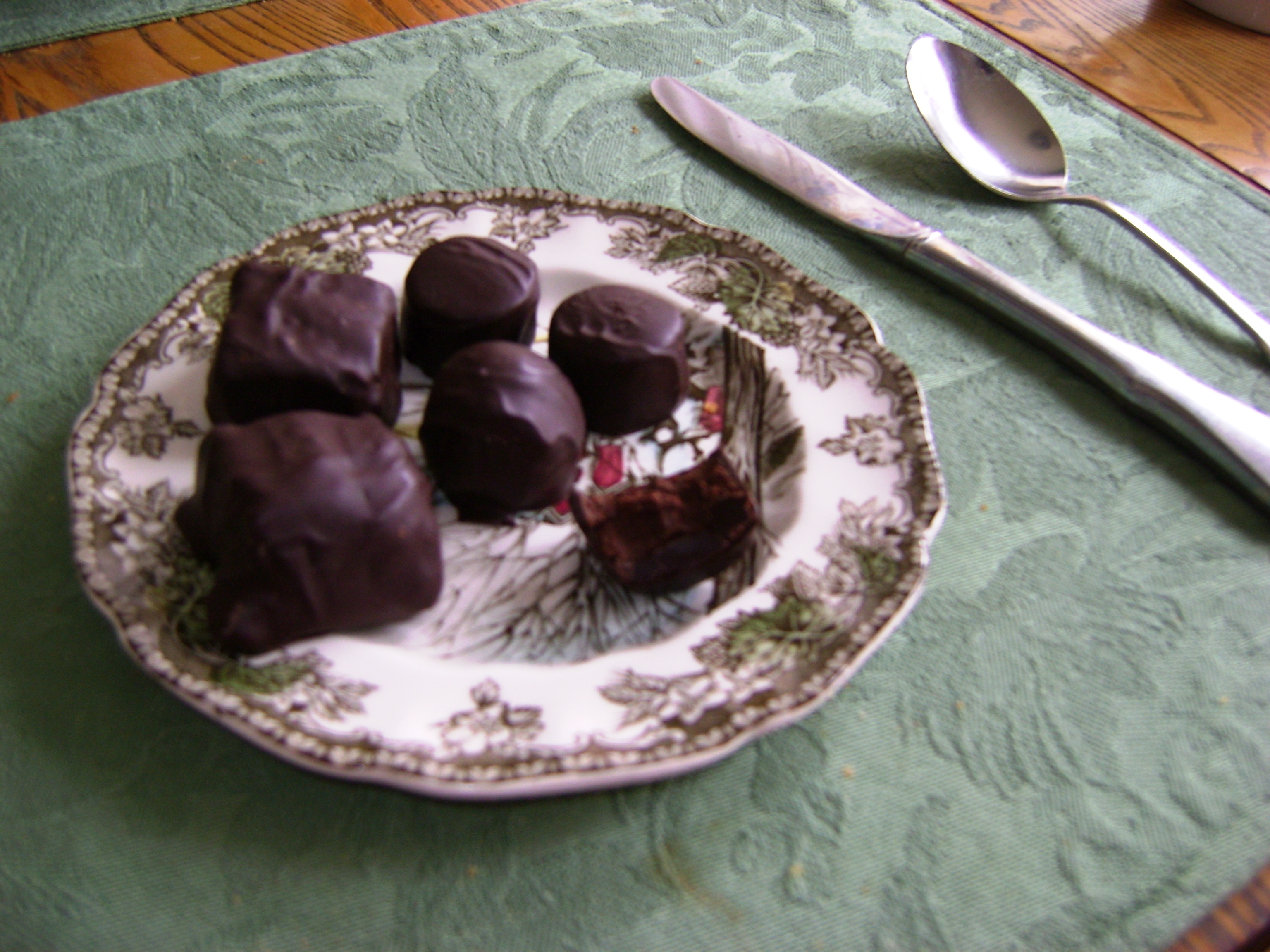
Bourbon Balls

Neben der Verwendung als Getränk dient Bourbon auch zum Kochen. Insbesondere in der Küche der Südstaaten ist Bourbon eine weit verbreitete Zutat in verschiedenen Saucen und Glasuren. Es ist eine Zutat in Süßkartoffelauflauf und Brotpudding und in den Bourbon Balls.
Zahlreiche Cocktails werden klassischerweise mit Rye Whiskey oder mit Bourbon gemixt, zum Beispiel Mint Julep, Old Fashioned, Whiskey Toddy, Whiskey Sour und Manhattan. Ein häufiges Paar bildet er mit einem anderen verbreiteten Getränk aus den Südstaaten, nämlich mit Cola im Longdrink Whiskey-Cola.

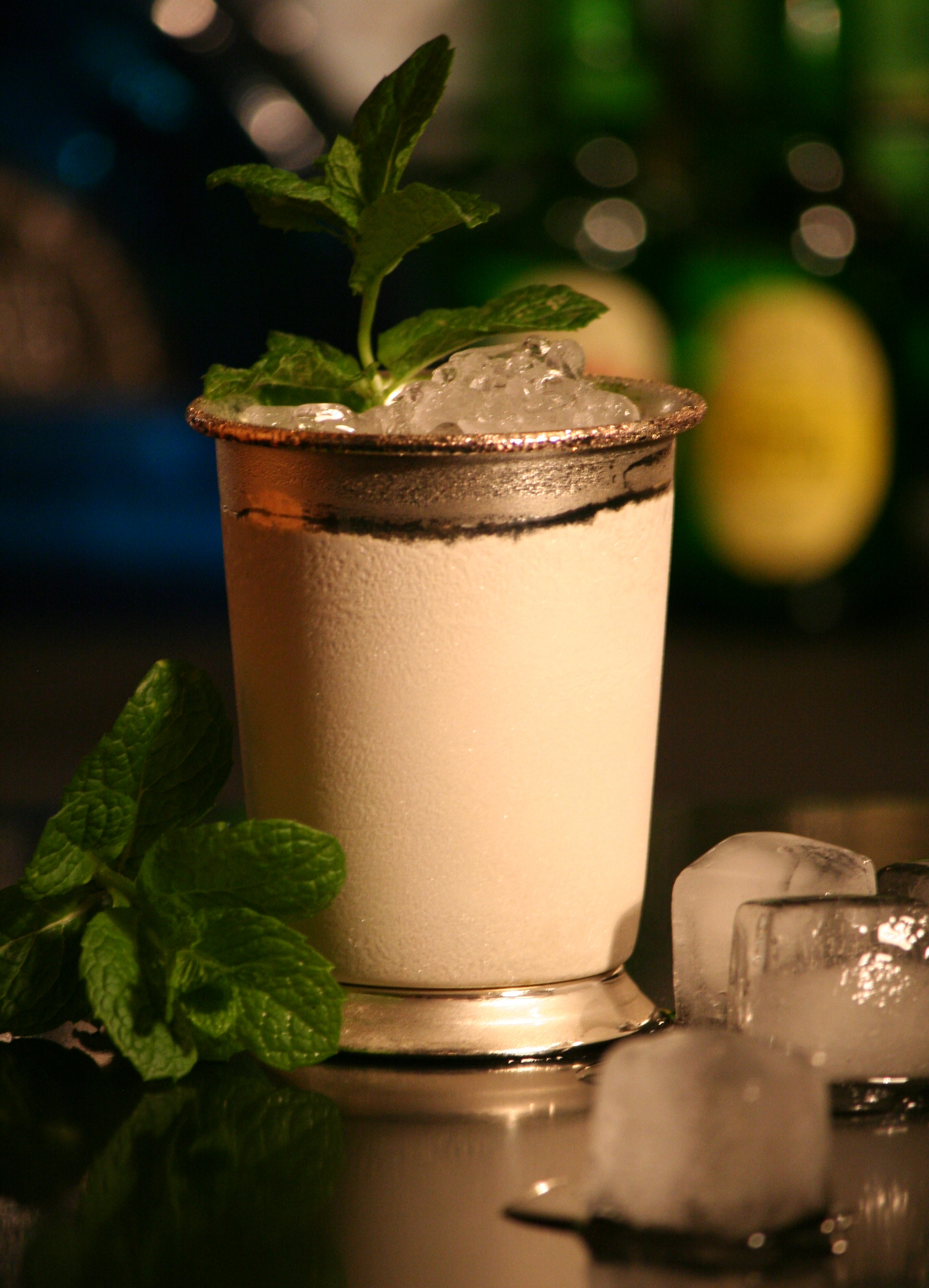
Mint Julep
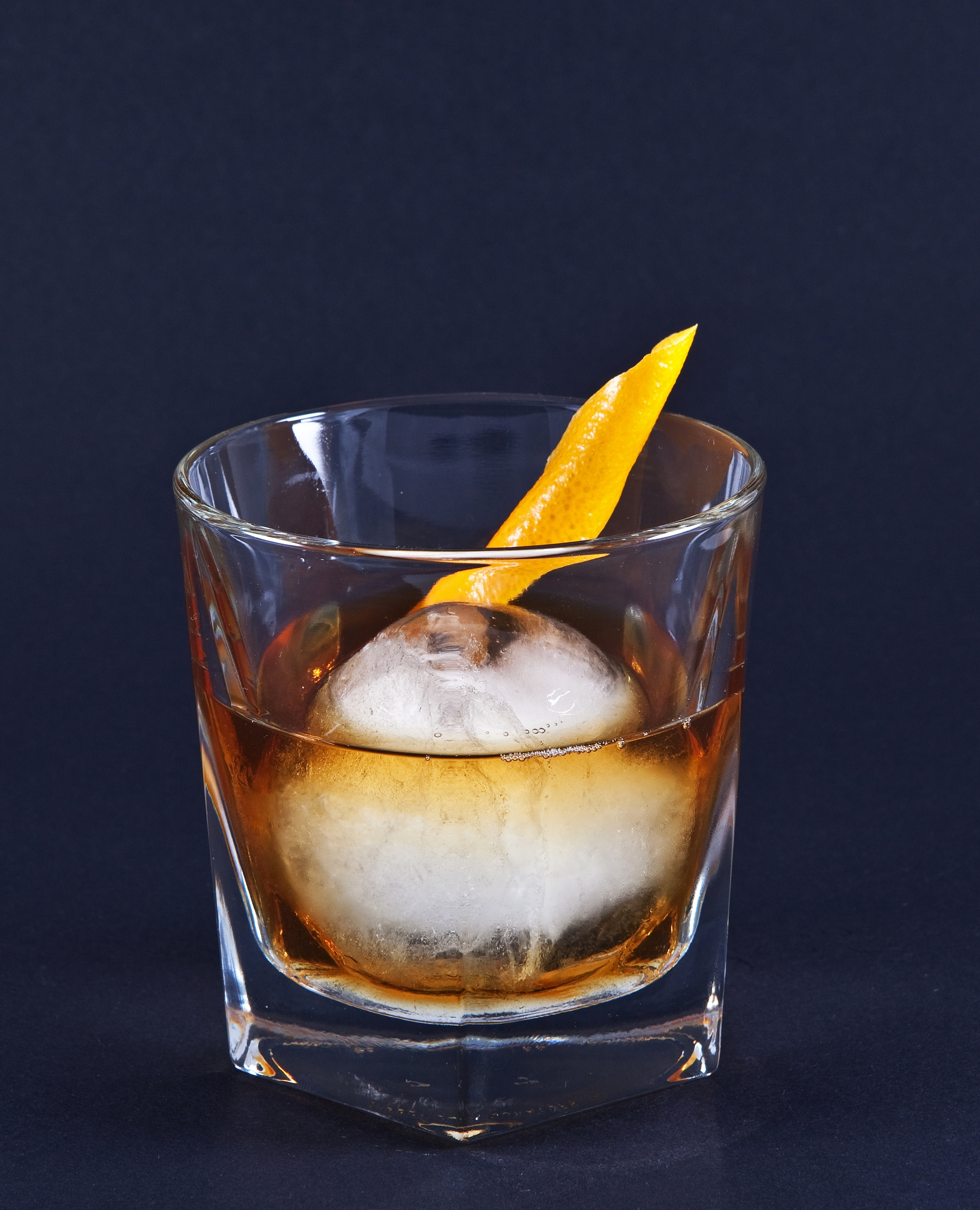
Old Fashioned
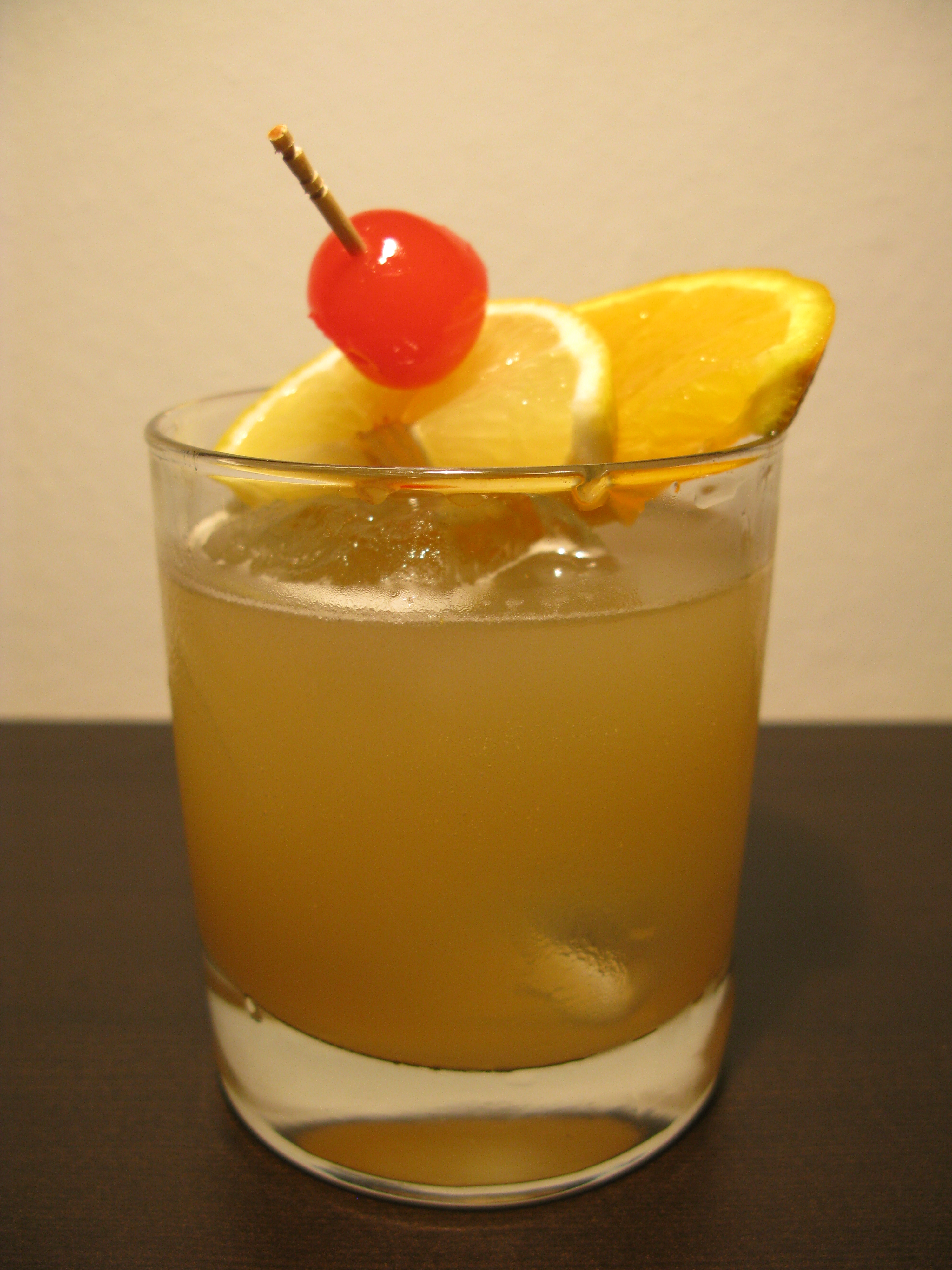
Whiskey Sour
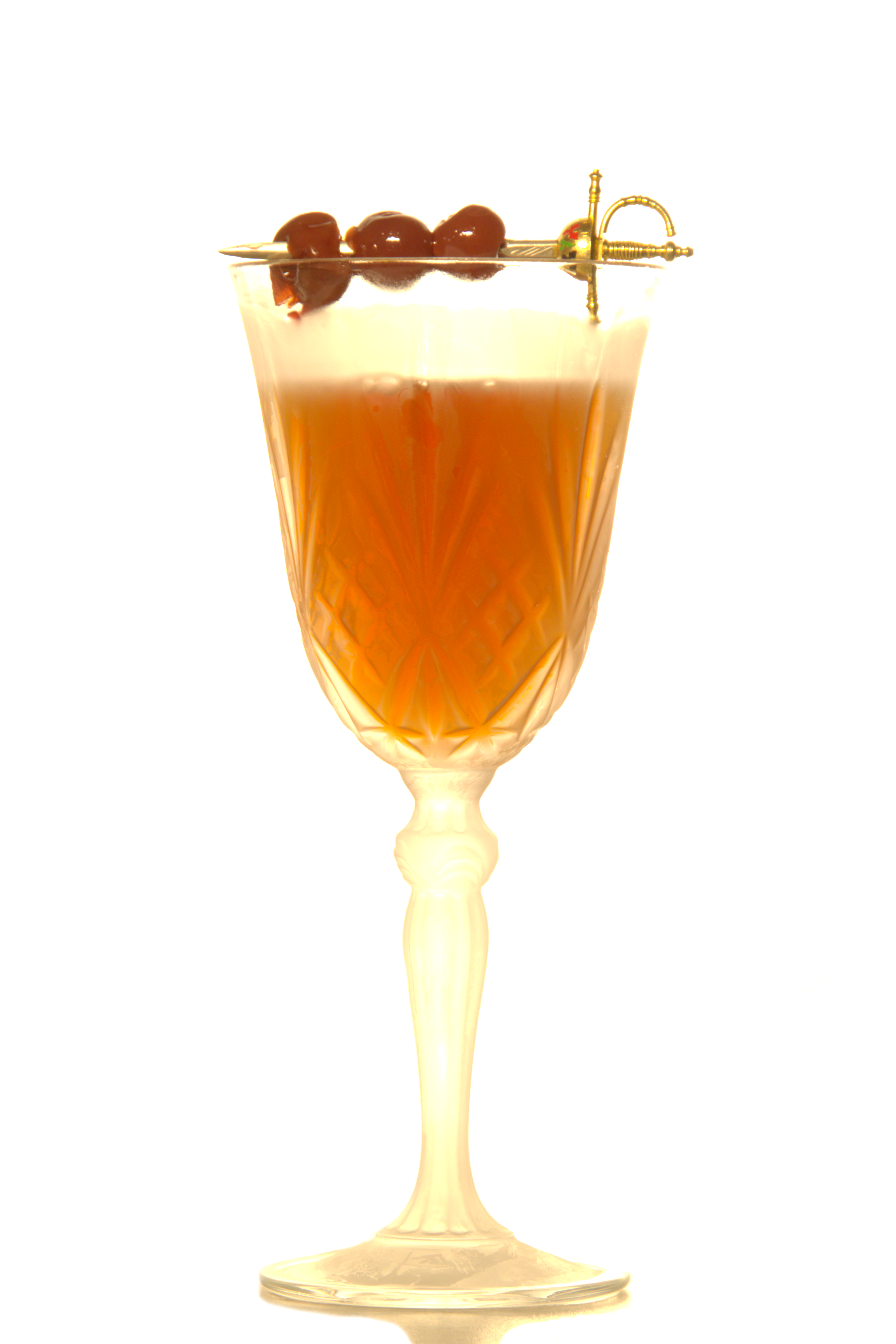
Manhattan

## Rezeption
Während viele Schriftsteller über Alkohol schrieben, hatten Autoren aus den Südstaaten fast immer Bourbon Whiskey zum Thema. William Faulkner trank Mengen an Whiskey jeder Art, sein Liebling aber war Bourbon, oft als Mint Julep. Bis heute ist es Brauch, an seinem Grab einen Schluck Bourbon zu trinken und die angebrochene Flasche am Grab zu lassen. Irvin S. Cobb, Journalist aus Louisville, der über Jahre die Kolumne Sourmash in der örtlichen Zeitschrift schrieb, veröffentlichte 1929 mit Red Likker den ersten Roman, der sich mit den großen Bourbon-Dynastien Kentuckys befasst. In Bardstown, Kentucky liegt das Oscar Getz Museum of Whiskey History.
Bekannte Bourbon-Trinker aus Film und Fernsehen waren J. R. Ewing aus der Fernsehserie Dallas, der regelmäßig Bourbon and Branch (Bourbon mit Wasser) bestellte, Gene Hackman, der in French Connection II versucht, in Paris verschiedene Bourbons auf Französisch zu bestellen, und James Stewart, der in Ist das Leben nicht schön? das Ausmaß seiner Verzweiflung anzeigt, indem er einen doppelten Bourbon bestellt.
In Western ist Whiskey ein Standardgetränk. In der Zeit des Wilden Westens wurde allerdings oft alles als Whiskey verkauft, was einen hohen Alkoholgehalt hatte. Der Whiskey selbst stammte meist aus Brennereien aus Kentucky, Tennessee oder Illinois, war Bourbon oder Rye Whiskey, wurde auf dem Weg nach Westen aber meist gestreckt, aromatisiert und mit anderem Alkohol gemischt, so dass die Bewohner des Westens ebenso wie die Cowboys vermutlich keinen echten Bourbon tranken.

## Marketing
Mit der Renaissance des Bourbons hat sich ein eigener Whiskey-Tourismus in Kentucky und Tennessee entwickelt. Viele Destillerien, mittlerweile auch industriell arbeitende Betriebe, bieten Besucherzentren und Touren an. Gerade bei Mikrodestillerien gelingt es oft, mit diesen Besucherzentren und dem angeschlossenen Shop mehr Geld zu erwirtschaften als mit dem eigentlichen Whiskeyverkauf. Neben dem Kentucky Bourbon Trail mit 2,5 Millionen Besuchern in den Jahren 2008 bis 2013 existiert auch das Kentucky Bourbon Festival, das jährlich in Bardstown in Kentucky stattfindet.